# Cyana Leahy-Dios
Cyana Leahy-Dios (Salvador, 24 de novembro de 1950) é uma escritora, tradutora e poeta brasileira.

## Biografia
É mestra em Educação pela Universidade Federal Fluminense e doutora em Educação Literária pela Universidade de Londres.
Estreou com o livro de poemas Biombo, em 1989. Organizou a antologia Todos os Sentidos: contos eróticos de mulheres, que recebeu o premio de melhor livro de contos de 2003 da União Brasileira de Escritores. Ganhou também o Ireland Literary Exchange Award de 2005, pela publicação de Contos Tradicionais Irlandeses. Em 2008, recebeu da prefeitura de Niterói a medalha José Cândido de Carvalho.

## Obras

### Poesia
- Biombo (Cromos, 1989)
- Íntima paisagem (Sette Letras, 1997)
- Livro das horas do meio (Sette Letras, 1999)
- Poemas dos tempos/Duetos, com Fred Schneiter (CL Edições, 2001)
- Seminovos em bom estado (CL Edições, 2006)
- (Re)Confesso poesia (Sette Letras, 2009)

### Ficção
- Todos os Sentidos: contos eróticos de mulheres - organização e co-autoria (CL Edições, 2004)
- 106 falas de amor (CL Edições, 2006)
- Contos tradicionais irlandeses (Franco Editora, 2007)
- História de criança e de futuro (Franco Editora, 2007)

### Não ficção
- A palavra impressa, com Martyn Lyons (Casa da Palavra, 1999)
- Educação literária como metáfora social (UFF, 2000)
- Língua e Literatura: uma questão de educação (Papirus, 2001)
- Espaços e tempos de educação - co-autoria (CL Edições, 2004)
- A leitura e o leitor integral (Ed. Autêntica, 2006)
- Docência da língua portuguesa: experiências contemporâneas - co-autoria (CL Edições, 2008)[2]